# Joeri Ozerov
Joeri Viktorovitsj Ozerov (Russisch: Юрий Викторович Озеров) (Moskou, 9 juli 1928 - Moskou, 25 februari 2004) was een Russische basketbalspeler en basketbalcoach die uitkwam voor het nationale team van de Sovjet-Unie. Hij kreeg de onderscheidingen Meester in de sport van de Sovjet Unie in 1953, Geëerde Coach van de Sovjet-Unie in 1965, Ereteken van de Sovjet-Unie en kreeg de Medaille voor Voortreffelijke Prestaties tijdens de Arbeid.

## Carrière
Ozerov speelde zijn gehele carrière bij Dinamo Moskou van 1947 tot 1960. Met die club werd hij Landskampioen van de Sovjet-Unie in 1948. Ook werd hij nog twee keer derde in 1957 en 1958. In 1950 verloor Ozerov met Dinamo de finale om de USSR Cup. In 1959 werd hij Landskampioen van de Sovjet-Unie en in 1956 tweed met de RSFSR Moskou. In 1960 stopte hij met basketbal.
Met de Sovjet-Unie speelde Ozerov op de Olympische Spelen in 1952 en 1956 en won de zilveren medaille. Hij won goud op het Europees kampioenschap in 1953, 1957 en brons in 1955. Ook behaalde hij nog een zesde plaats op het Wereldkampioenschap in 1959. Hij was aanvoerder van de Sovjet-Unie van 1956 tot 1959.

## Trainer
De grootste resultaten behaalde Ozerov als vaste assistent trainer onder de legendarische hoofdcoach Aleksandr Gomelski bij het mannen basketbalteam van de Sovjet-Unie. Ze wonnen samen één keer zilver (1964) en twee keer brons (1968 en 1980) op de Olympische Spelen. Ze wonnen op de Wereldkampioenschappen één keer goud (1967), één keer zilver (1978) en twee keer brons (1963 en 1970). Op het Europees kampioenschap wonnen ze vijf keer goud (1963, 1965, 1967, 1969, 1979) en één keer zilver (1977).

## Erelijst
- Landskampioen Sovjet-Unie: 2
  - Winnaar: 1948, 1959
  - Tweede: 1956
  - Derde: 1957, 1958
- Bekerwinnaar Sovjet-Unie:
  - Runner-up: 1950
- Olympische Spelen:
  - Zilver: 1952, 1956
- Europees Kampioenschap: 2
  - Goud: 1953, 1957
  - Brons: 1955

## Speler
3 Vlasov ·
4 Butautas ·
5 Stonkus ·
6 Lõssov  ·
7 Petkevičius ·
8 Dzjordzjikia ·
9 Konev ·
10 Korkia ·
11 Kullam ·
12 Ozerov ·
13 Moisejev ·
15 Valdmanis ·
17 Kruus ·
19 Lagunavičius ·
Coach: Spandarjan
· Assistent-coach: Kulakauskas
· Assistent-coach: 
3 Vlasov ·
4 Butautas ·
5 Siliņš ·
6 Alachachian ·
7 Petkevičius ·
8 Kruus ·
9 Konev ·
10 Korkia  ·
11 Kullam ·
12 Ozerov ·
13 Moisejev ·
14 Lauritėnas ·
15 Resjetnikov ·
16 Lagunavičius ·
Coach: Travin
· Assistent-coach: Kulakauskas
· Assistent-coach: 
3 Vlasov ·
4 Resjetnikov ·
5 Siliņš ·
6 Stonkus ·
7 Petkevičius ·
8 Botsjkarjov ·
9 Konev ·
10 Korkia  ·
11 Lauritėnas ·
12 Ozerov ·
13 Moisejev ·
14 Laga ·
15 Torban ·
16 Semjonov ·
Coach: Travin
· Assistent-coach: Kolpakov
· Assistent-coach: 
3 Muižnieks ·
4 Valdmanis ·
5 Torban ·
6 Stonkus ·
7 Petkevičius ·
8 Botsjkarjov ·
9 Krūmiņš ·
10 Semjonov ·
11 Lauritėnas ·
12 Ozerov  ·
13 Zoebkov ·
14 Stoedenetski ·
Coach: Spandarjan
· Assistent-coach: Nikitin
· Assistent-coach: 
3 Muižnieks ·
4 Valdmanis ·
5 Torban ·
6 Stonkus ·
7 Zoebkov ·
8 Botsjkarjov ·
9 Laga ·
10 Semjonov ·
11 Lauritėnas ·
12 Ozerov  ·
13 Minasjvili ·
14 Stoedenetski ·
Coach: Spandarjan
· Assistent-coach: Nikitin
· Assistent-coach: 
3 Muižnieks ·
4 Valdmanis ·
5 Torban ·
6 Minasjvili ·
7 Zoebkov ·
8 Botsjkarjov ·
9 Krūmiņš ·
10 Semjonov ·
11 Kornejev ·
12 Ozerov  ·
13 Koetoezov ·
14 Abasjidze ·
Coach: Spandarjan
· Assistent-coach: Gomelski
· Assistent-coach: 

## Assistent coach
4 Minasjvili ·
5 Kalniņš ·
6 Hladoen ·
7 Zoebkov ·
8 Oegrechelidze ·
9 Travin ·
10 Lezjava ·
11 Kornejev ·
12 Petrov ·
13 Volnov  ·
14 Chrynin ·
15 Ivanov ·
Coach: Gomelski
· Assistent-coach: Ozerov
· Assistent-coach: 
4 Minasjvili ·
5 Kalniņš ·
6 Alachachian ·
7 Travin ·
8 Hladoen ·
9 Krūmiņš ·
10 Jurgensons ·
11 Chrynin ·
12 Petrov ·
13 Volnov  ·
14 Lipso ·
15 Lepmets ·
Coach: Gomelski
· Assistent-coach: Ozerov
· Assistent-coach: 
4 Muižnieks ·
5 Bahlej ·
6 Alachachian ·
7 Travin ·
8 Chrynin ·
9 Krūmiņš ·
10 Mosesjvili ·
11 Kornejev ·
12 Petrov ·
13 Volnov  ·
14 Lipso ·
15 Kalniņš ·
Coach: Gomelski
· Assistent-coach: Ozerov
· Assistent-coach: 
4 Bahlej ·
5 Paulauskas ·
6 Alachachian ·
7 Travin ·
8 Chrynin ·
9 Eglītis ·
10 Sakandelidze ·
11 Schiëreli ·
12 Petrov ·
13 Volnov  ·
14 Lipso ·
15 Soesjak ·
Coach: Gomelski
· Assistent-coach: Ozerov
· Assistent-coach: 
4 Chechuro ·
5 Paulauskas ·
6 Sakandelidze ·
7 Travin ·
8 Selichov ·
9 Polivoda ·
10 Belov ·
11 Tomson ·
12 Nesterov ·
13 Volnov  ·
14 Lipso ·
15 Andrejev ·
Coach: Gomelski
· Assistent-coach: Ozerov
· Assistent-coach: 
4 Krikun ·
5 Paulauskas ·
6 Sakandelidze ·
7 Zjarmoechamedov ·
8 Selichov ·
9 Polivoda ·
10 Belov ·
11 Tomson ·
12 Lepmets ·
13 Volnov  ·
14 Lipso ·
15 Andrejev ·
Coach: Gomelski
· Assistent-coach: Ozerov
· Assistent-coach: 
4 Krikun ·
5 Paulauskas ·
6 Sakandelidze ·
7 Kapranov ·
8 Selichov ·
9 Polivoda ·
10 Belov ·
11 Tomson ·
12 Kovalenko ·
13 Volnov  ·
14 Lipso ·
15 Andrejev ·
Coach: Gomelski
· Assistent-coach: Ozerov
· Assistent-coach: 
4 Zastoechov ·
5 Paulauskas  ·
6 Sakandelidze ·
7 Koelkov ·
8 Bolosjev ·
9 Polivoda ·
10 S. Belov ·
11 Tomson ·
12 Kovalenko ·
13 Volnov ·
14 A. Belov ·
15 Andrejev ·
Coach: Gomelski
· Assistent-coach: Ozerov
· Assistent-coach: 
4 Krikun ·
5 Paulauskas  ·
6 Sakandelidze ·
7 Zjarmoechamedov ·
8 Sidjakin ·
9 Zastoechov ·
10 S. Belov ·
11 Tomson ·
12 Kovalenko ·
13 Lipso ·
14 A. Belov ·
15 Andrejev ·
Coach: Gomelski
· Assistent-coach: Ozerov
· Assistent-coach: 
4 Jerjomin ·
5 Petrakov ·
6 Miloserdov ·
7 Salnikov ·
8 Arzamaskov ·
9 Chartsjenkov ·
10 Belov  ·
11 Tkatsjenko ·
12 Mysjkin ·
13 Korkia ·
14 Bilostinnyj ·
15 Zjigili ·
Coach: Gomelski
· Assistent-coach: Ozerov
· Assistent-coach: 
4 Jerjomin ·
5 Bolosjev ·
6 Lopatov ·
7 Zjarmoechamedov ·
8 Salnikov ·
9 Edesjko ·
10 Belov  ·
11 Tkatsjenko ·
12 Mysjkin ·
13 Jovaiša ·
14 Bilostinnyj ·
15 Zjigili ·
Coach: Gomelski
· Assistent-coach: Ozerov
· Assistent-coach: 
4 Jerjomin ·
5 Chomičius ·
6 Tarakanov ·
7 Zjarmoechamedov ·
8 Lopatov ·
9 Edesjko ·
10 Belov  ·
11 Tkatsjenko ·
12 Mysjkin ·
13 Salnikov ·
14 Bilostinnyj ·
15 Zjigili ·
Coach: Gomelski
· Assistent-coach: Ozerov
· Assistent-coach: 
4 Jerjomin ·
5 Miloserdov ·
6 Tarakanov ·
7 Salnikov ·
8 Lopatov ·
9 Derioegini ·
10 Belov  ·
11 Tkatsjenko ·
12 Mysjkin ·
13 Jovaiša ·
14 Bilostinnyj ·
15 Zjigili ·
Coach: Gomelski
· Assistent-coach: Ozerov
· Assistent-coach: 